# Monte Morrone (Montagne della Duchessa)
Il Monte Morrone (2.141 m s.l.m.) è una cima montuosa delle Montagne della Duchessa, posta al confine tra il Lazio (Borgorose) e l'Abruzzo (Lucoli). Per gli abitanti del territorio il suo vero nome è La Torricella, mentre sulle mappe militari del Regno di Napoli, redatte prima nel 1808 e poi nel 1851, è segnato con il nome di Monte Nibbio. Il suo territorio appartiene, nel versante meridionale alla frazione di Sant'Anatolia, nel versante settentrionale alla frazione di Corvaro, ambedue nel comune di Borgorose in provincia di Rieti. La prima volta che appare il nome Morrone è nelle carte militari post-unitarie del Regno d'Italia, nella levata del 1876. Nella Guida dell'Abruzzo del 1903, l'autore Enrico Abate scrive: "Un interesse maggiore però offre una escursione nei monti della Duchessa. Due sono le vette principali, il Morrone o meglio la Torretta o Torricella (2216) ed il Muro Lungo (2187)". Allegata alla guida c'è la mappa IGM d'inizio '900 dove compare il doppio nome: nel versante a sud "Monte Torretta", in quello a nord "Monte Morrone", come se la montagna avesse due nomi uno per gli abitanti di S. Anatolia e uno per gli abitanti dell'altro versante di Lucoli. 

## Descrizione

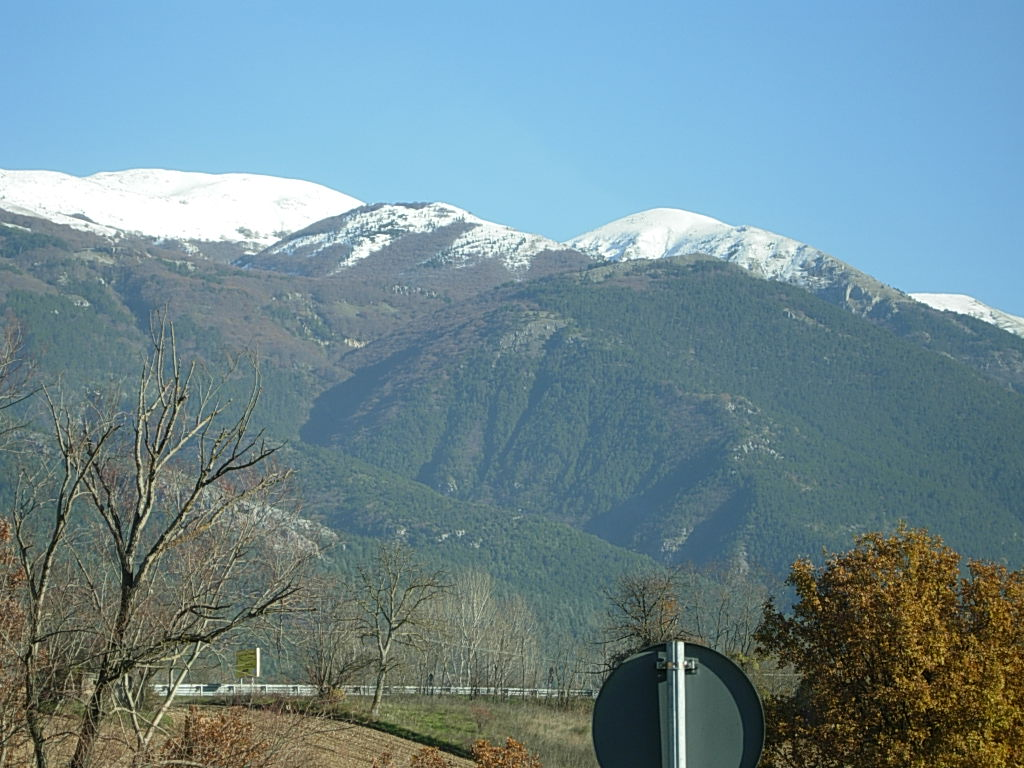
Monte Morrone visto dalla Strada statale Salto-Cicolana

Il Monte Morrone è una delle quattro cime maggiori del gruppo montuoso e sovrasta a ovest la conca del Lago della Duchessa (1.820 m) (Sant'Anatolia), guardando a sud verso il Monte Costone e la Punta dell'Uccettù, ad est verso il Monte Ginepro e il bosco di Cerasuolo (Lucoli), a nord verso il gruppo montuoso Monte San Rocco-Monte Cava, a sud-ovest verso il gruppo del Murolungo e quello del Monte Velino. 

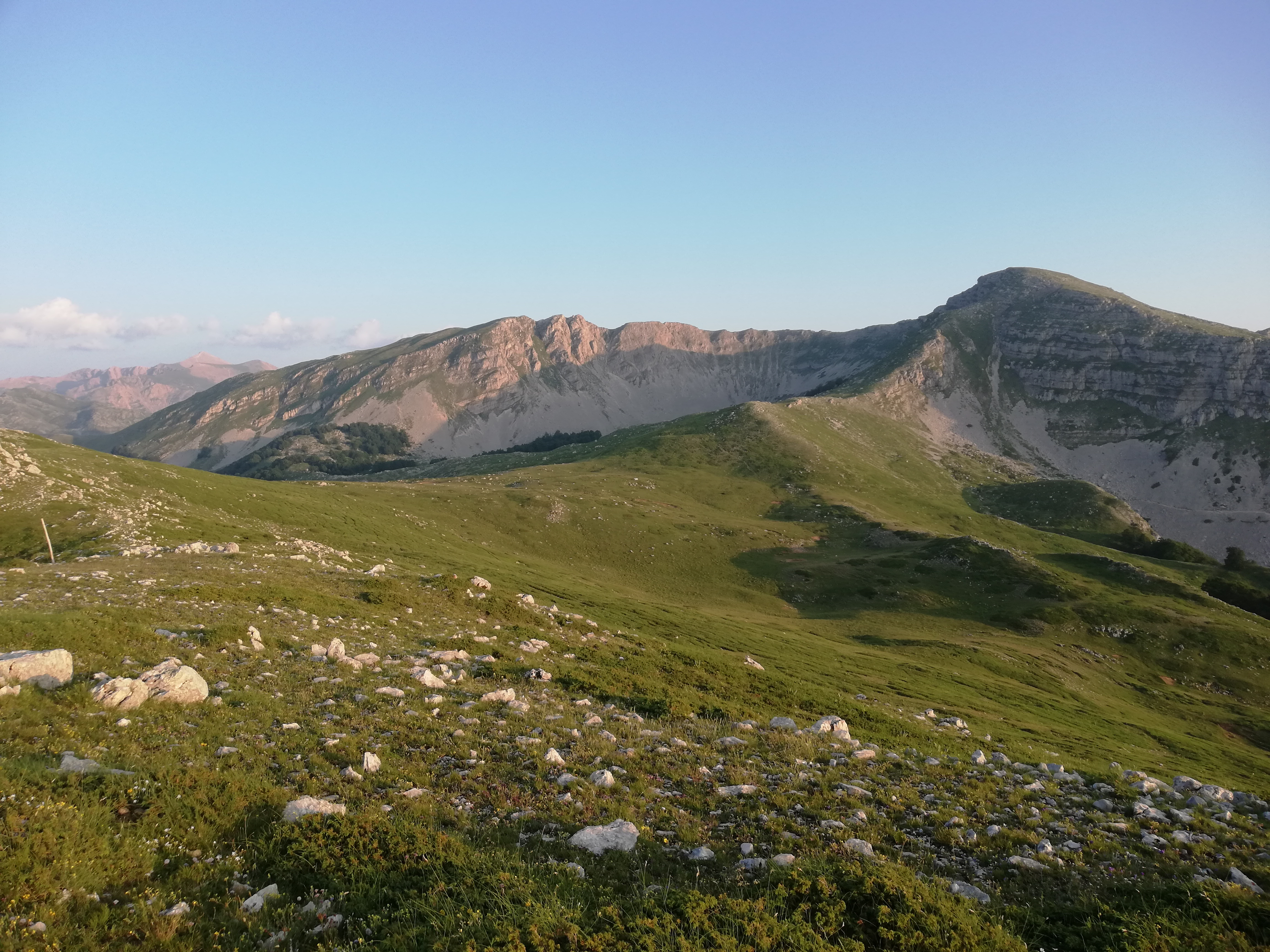
Il monte Morrone con la sua anticima est/cima ZIS (rocciosa a sinistra) visti da nord, dal monte Ginepro

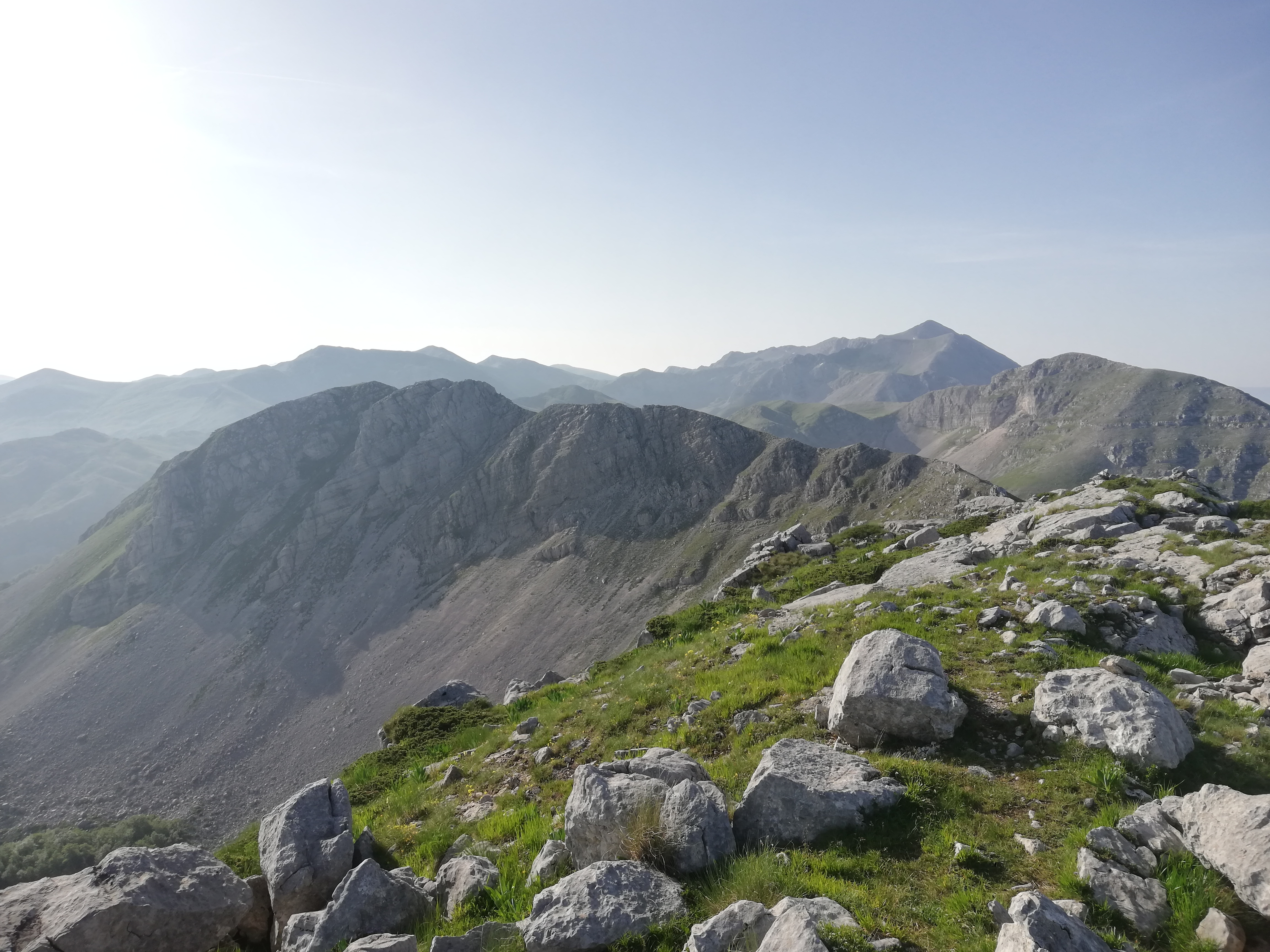
La vista dalla cima del Morrone: cima ZIS in primo piano a sinistra e dietro, da destra verso sinistra, il Murolungo, il Velino, punte Trento e Trieste e il Costone

La sua anticima est, di 2130 mt di quota, è conosciuta come "Cima ZIS" (Zaini in Spalla, dal gruppo escursionistico Zaininspalla che l'ha proposta come vetta dell'elenco dei 2000 dell'Appennino). 

## Accesso alla vetta
La cima si raggiunge facilmente da entrambi i versanti salendo da Corvaro a ovest o da Prato Capito (Campo Felice) a est, prestandosi all'escursionismo, allo sci escursionismo e allo sci alpinismo in inverno.